# Metamorpha bipunctata
Metamorpha bipunctata är en fjärilsart som beskrevs av Hans Fruhstorfer 1907. Metamorpha bipunctata ingår i släktet Metamorpha och familjen praktfjärilar. Inga underarter finns listade i Catalogue of Life.